# Aspindza
Aspindza és una ciutat de Geòrgia a la vora del riu Mtkvari
El 1770, durant la guerra entre Rússia i l'Imperi Otomà, un exèrcit rus va arribar a Geòrgia, sota el comandament de Gottlieb Heinrich Totleben. El rei de Kartli, Irakli, planejava ocupar Akhaltsikhé, a la regió del Samtskhé-Saatbago i va marxar amb els russos pel camí de Bordjomi. Però no van poder prendre Atskuri i el general rus va començar a dubtar i es va retirar. Irakli va continuar i va derrotar els turcs a Akhalkalaki i Khertvissi, i es va presentar a Aspindza. A la vora del Mtkvari el 20 d'abril de 1770 els georgians desferen als turcs. El rei no va poder aprofitar aquesta victòria al saber que Tottleben, que havia tornat a Tblisi, conspirava amb els thavadis (nobles) per fer submissió a Rússia. Irakli es va presentar a la capital i va expulsar a Tottleben que se'n va anar a Imerècia